# Fukomys damarensis
Fukomys damarensis е вид бозайник от семейство Bathyergidae.

## Разпространение
Видът е разпространен в Ботсвана, Замбия, Зимбабве, Намибия и Южна Африка.